# イツホク・レイブシュ・ペレツ

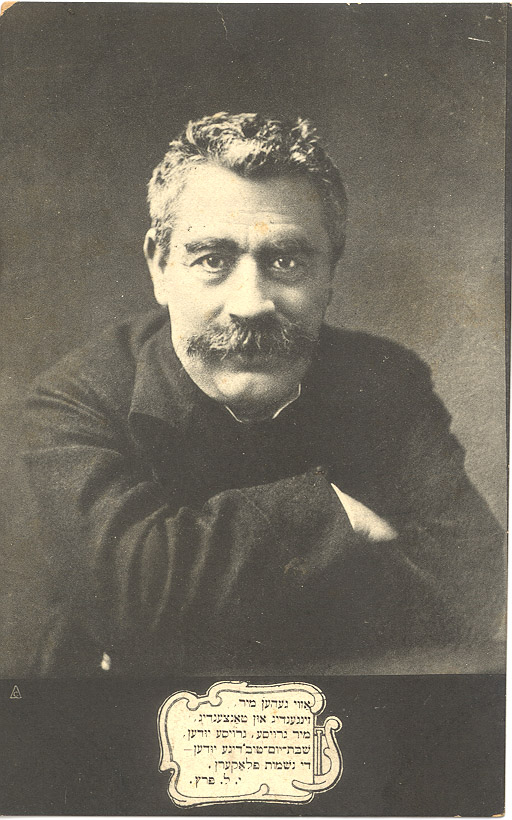
イツホク・レイブシュ・ペレツ

イツハク・レーブ・ペレツ（Yitzchaq Löb(usch) Peretz, Yitzchoq Leybush P., Isaac Leib P., ポーランド語 Izak Lejb P., 1851/2年5月18日 - 1915年4月3日）はポーランドのイディッシュ語作家。戯曲・詩・短編小説など多作。
出版社『ユダヤ文庫』（ワルシャワ、1891年-95年）の出版に参加。モダニズム文学の手法を取り入れて象徴主義的な作品を残し、イディッシュ文学の水準を高めた。イディッシュ文学の第一世代を代表する作家の一人。
ニューヨークのローワーマンハッタンにあるペレツ・スクエアは1952年、ペレツにちなんで命名された。